# Torre Cerro de la Torre
La Torre Cerro de la Torre es una atalaya medieval de origen musulmán situada en el municipio almeriense de Antas (España). Fue declarada Bien de Interés Cultural bajo la protección de la Declaración genérica del Decreto de 22 de abril de 1949, y la Ley 16/1985 sobre el Patrimonio Histórico Español el 26 de junio de 1985. se encuentra frente a la Torre de Vera, para prevenir ataques procedentes de la costa, desde la desembocadura del río Almanzora.